# الکساندر جی. کتل
الکساندر جی. کتل (به انگلیسی: Alexander G. Cattell) سناتور سابق عضو حزب جمهوری‌خواه ایالات متحده آمریکا بود. وی در سال ۱۸۶۶ تا ۱۸۷۱ میلادی سناتور ایالت نیوجرسی در سنای ایالات متحده آمریکا بود.